# غاري هوليوود
غاري هوليوود (بالإنجليزية: Gary Hollywood)‏ هو ممثل بريطاني، ولد في 2 سبتمبر 1979 في Pollok ‏ في المملكة المتحدة.

## وصلات خارجية
- غاري هوليوود على موقع IMDb (الإنجليزية)
- غاري هوليوود على موقع ألو سيني (الفرنسية)
- غاري هوليوود على موقع أول موفي (الإنجليزية)
- غاري هوليوود على موقع قاعدة بيانات الأفلام السويدية (السويدية)
- غاري هوليوود على موقع قاعدة بيانات الفيلم (الإنجليزية)
- غاري هوليوود على موقع كينوبويسك (الروسية)